# Стоянович, Йован
Йован Стоянович (серб. Јован Стојановић; род. 21 апреля 1992, Стублине) — сербский футболист, полузащитник.

## Клубная карьера
Профессиональную карьеру начал в 2011 году в составе клуба «Руселаре». 15 января 2011 года в матче против клуба «Антверпен» дебютировал в первой лиге Бельгии.
В январе 2014 года перешёл в сербский клуб «Воеводина». 22 февраля 2014 года в матче против клуба «Доньи Срем» дебютировал в чемпионете Сербии, выйдя на замену на 68-й минуте вместо Стояна Враньеша. 26 марта 2014 года в матче против клуба «Спартак» Суботица дебютировал в кубке Сербии.
В январе 2017 года стал игроком бельгийского клуба «Кортрейк».
В январе 2022 года подписал контракт с клубом «Металац» Горни-Милановац.
2 марта 2023 года подписал контракт с клубом «Жетысу».

## Достижения
«Воеводина»
- Обладатель Кубка Сербии: 2013/14

## Клубная статистика
| Игровая карьера | Игровая карьера           | Игровая карьера | Лига | Лига | Кубок | Кубок | Межд. | Межд. | Др. | Др. |
| --------------- | ------------------------- | --------------- | ---- | ---- | ----- | ----- | ----- | ----- | --- | --- |
| 2019/20         | Кортрейк                  | А               | 20   | 2    | —     | —     | —     | —     | —   | —   |
| 2020/21         | Кортрейк                  | А               | 21   | 0    | 2     | 0     | —     | —     | —   | —   |
| 2021/22         | Металац (Горни-Милановац) | А               | 15   | 3    | 1     | 0     | —     | —     | —   | —   |
| 2023            | Жетысу                    | А               | 9    | 3    | —     | —     | —     | —     | —   | —   |